# Roussieux
Roussieux est une commune française située dans le département de la Drôme en région Auvergne-Rhône-Alpes.

## Géographie

### Localisation
Roussieux est situé à 20 km au sud-est de Rémuzat (chef-lieu du canton).

### Relief et géologie
Le village est au pied de la montagne de Clavelière (1352 m). La crête de cette dernière sert de limite sud au territoire communal.

### Hydrographie
La commune est bordée par l'Eygues et son affluent l'Armalause.

### Climat
Pour des articles plus généraux, voir Climat d'Auvergne-Rhône-Alpes et Climat de la Drôme.
En 2010, le climat de la commune est de type climat méditerranéen altéré, selon une étude du Centre national de la recherche scientifique s'appuyant sur une série de données couvrant la période 1971-2000. En 2020, Météo-France publie une typologie des climats de la France métropolitaine dans laquelle la commune est exposée à un climat de montagne ou de marges de montagne et est dans la région climatique  Alpes du sud, caractérisée par une pluviométrie annuelle de 850 à 1 000 mm, minimale en été. 
Pour la période 1971-2000, la température annuelle moyenne est de 9,5 °C, avec une amplitude thermique annuelle de 15,8 °C. Le cumul annuel moyen de précipitations est de 1 065 mm, avec 7,3 jours de précipitations en janvier et 4,9 jours en juillet. Pour la période 1991-2020, la température moyenne annuelle observée sur la station météorologique de Météo-France la plus proche, « Rosans », sur la commune de Rosans à 7 km à vol d'oiseau, est de 11,7 °C et le cumul annuel moyen de précipitations est de 826,9 mm,. Pour l'avenir, les paramètres climatiques de la commune estimés pour 2050 selon différents scénarios d'émission de gaz à effet de serre sont consultables sur un site dédié publié par Météo-France en novembre 2022.

## Urbanisme

### Typologie
Au 1er janvier 2024, Roussieux est catégorisée commune rurale à habitat très dispersé, selon la nouvelle grille communale de densité à 7 niveaux définie par l'Insee en 2022.
Elle est située hors unité urbaine et hors attraction des villes,.

### Occupation des sols
L'occupation des sols de la commune, telle qu'elle ressort de la base de données européenne d’occupation biophysique des sols Corine Land Cover (CLC), est marquée par l'importance des forêts et milieux semi-naturels (72,5 % en 2018), une proportion identique à celle de 1990 (72,5 %). La répartition détaillée en 2018 est la suivante : 
forêts (62,7 %), zones agricoles hétérogènes (27,5 %), milieux à végétation arbustive et/ou herbacée (9,8 %). L'évolution de l’occupation des sols de la commune et de ses infrastructures peut être observée sur les différentes représentations cartographiques du territoire : la carte de Cassini (XVIIIe siècle), la carte d'état-major (1820-1866) et les cartes ou photos aériennes de l'IGN pour la période actuelle (1950 à aujourd'hui).

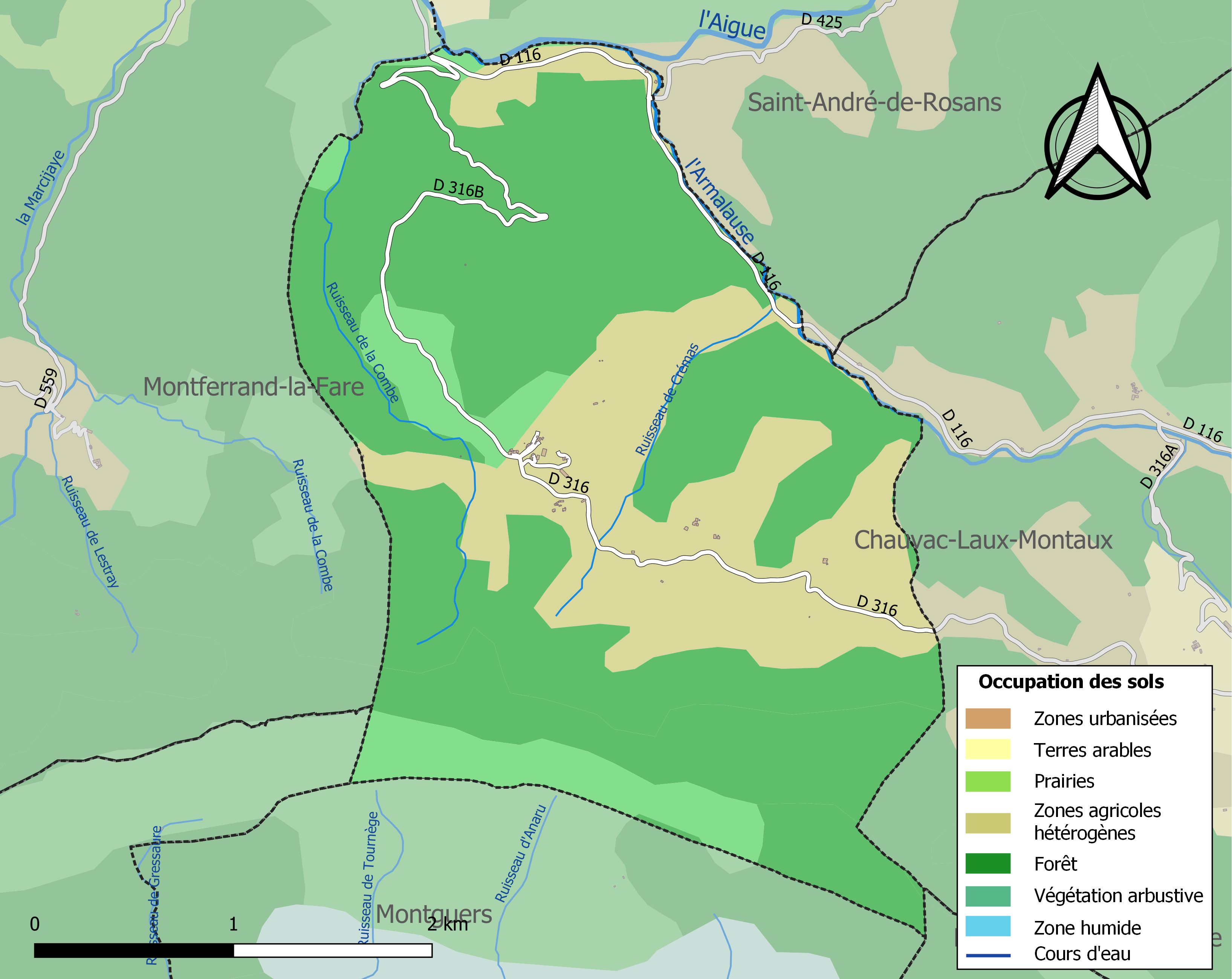
Carte des infrastructures et de l'occupation des sols de la commune en 2018 (CLC).

### Morphologie urbaine
Maisons dispersées.

## Toponymie

### Attestations
Dictionnaire topographique du département de la Drôme :
- 1266 : castrum de Rosseu (Inventaire des dauphins, 223).
- 1273 : castrum de Rosseo (Inventaire des dauphins, 228).
- 1283 : Roceu (cartulaire de l'Île-Barbe).
- 1284 : castrum de Rocivio (Valbonnais, II, 118).
- 1288 : castrum de Rossevo (choix de docum., 210).
- 1305 : Rossiacum (cartulaire de l'Île-Barbe).
- 1386 : Rosserium (choix de docum., 200).
- 1750 : Roussieu (état du clergé).
- 1891 : Roussieux, commune du canton de Rémuzat.

## Histoire

### Du Moyen Âge à la Révolution
La seigneurie :
- Au point de vue féodal, Roussieux était une terre du fief des barons de Montauban et de l'arrière-fief des abbés de l'Île-Barbe.
- 1266 et 1273 : possession des (d')Agoult de Mison.
- 1329 : possession des Rosans.
- Vers 1425 : la terre passe aux Chabestan.
- 1530 : elle passe (par mariage) aux Bouvard.
- Fin XVIIe siècle : passe (par héritage) aux Achard de Sainte-Colombe, derniers seigneurs.

Avant 1790, Roussieux était une communauté de l'élection de Montélimar, de la subdélégation et du bailliage du Buis.

Elle formait une paroisse du diocèse de Gap, dont la cure était à la nomination de l'évêque diocésain et dont les dîmes appartenaient au curé du lieu.

### De la Révolution à nos jours
En 1790, la commune est comprise dans le canton de Montauban. La réorganisation de l'an VIII (1799-1800) la place dans le canton de Rémuzat.

## Politique et administration

### Liste des maires
| Période                                  | Période  | Identité      | Étiquette | Qualité |
| ---------------------------------------- | -------- | ------------- | --------- | ------- |
| Les données manquantes sont à compléter. |          |               |           |         |
| avant 1981                               | ?        | Albert Mourre | PCF       |         |
| avril 2014                               | En cours | Didier Giren  | DVG       | Artisan |

## Population et société

### Démographie
L'évolution du nombre d'habitants est connue à travers les recensements de la population effectués dans la commune depuis 1793. Pour les communes de moins de 10 000 habitants, une enquête de recensement portant sur toute la population est réalisée tous les cinq ans, les populations de référence des années intermédiaires étant quant à elles estimées par interpolation ou extrapolation. Pour la commune, le premier recensement exhaustif entrant dans le cadre du nouveau dispositif a été réalisé en 2007.

En 2022, la commune comptait 24 habitants, en évolution de +4,35 % par rapport à 2016 (Drôme : +2,64 %, France hors Mayotte : +2,11 %).
| 1793 | 1800 | 1806 | 1821 | 1831 | 1836 | 1841 | 1846 | 1851 |
| ---- | ---- | ---- | ---- | ---- | ---- | ---- | ---- | ---- |
| 146  | 108  | 103  | 125  | 135  | 111  | 126  | 131  | 130  |

| 1856 | 1861 | 1866 | 1872 | 1876 | 1881 | 1886 | 1891 | 1896 |
| ---- | ---- | ---- | ---- | ---- | ---- | ---- | ---- | ---- |
| 122  | 107  | 103  | 98   | 85   | 85   | 88   | 79   | 72   |

| 1901 | 1906 | 1911 | 1921 | 1926 | 1931 | 1936 | 1946 | 1954 |
| ---- | ---- | ---- | ---- | ---- | ---- | ---- | ---- | ---- |
| 57   | 69   | 59   | 47   | 38   | 30   | 32   | 36   | 31   |

| 1962 | 1968 | 1975 | 1982 | 1990 | 1999 | 2006 | 2007 | 2012 |
| ---- | ---- | ---- | ---- | ---- | ---- | ---- | ---- | ---- |
| 24   | 22   | 14   | 12   | 14   | 22   | 24   | 24   | 23   |

| 2017 | 2022 | - | - | - | - | - | - | - |
| ---- | ---- | - | - | - | - | - | - | - |
| 23   | 24   | - | - | - | - | - | - | - |

### Enseignement
La commune relève de l’académie de Grenoble.

### Manifestations culturelles et festivités

#### Loisirs
- Randonnées (sentiers pédestres)[1].
- Chasse[1].

### Santé
Le Centre Hospitalier le plus proche est celui de Sisteron, situé à 53 km, dans les Alpes-de-Haute-Provence. Le Centre Hospitalier de Valréas est situé à 61 km, dans le Vaucluse.

## Économie
En 1992 : bois, lavande, tilleul, céréales, apiculture (miel), ovins.

## Culture locale et patrimoine

### Lieux et monuments
- Fermes fortes[1].
- Église Sainte-Anne de Bardin[1].

### Héraldique, logotype et devise
|  | Roussieux possède des armoiries dont l'origine et le blasonnement exact ne sont pas disponibles. |